# Расселл (округ, Кентукки)
Ра́сселл (англ. Russell County) — округ в США, штате Кентукки. Официально образован 14 декабря 1825 года. По состоянию на 2010 год, численность населения составляла 17 565 человек. Получил своё название в честь американского военнослужащего и политического деятеля полковника Уильяма Рассела.

## География
По данным Бюро переписи США, общая площадь округа равняется 733 км², из которых 657 км² суша и 76 км² или 10,36 % это водоёмы.

## Население
По данным переписи населения 2000 года в округе проживает 16 315 жителей в составе 6 941 домашних хозяйств и 4 796 семей. Плотность населения составляет 25,00 человек на км2. На территории округа насчитывается 9 064 жилых строений, при плотности застройки около 14-ти строений на км2. Расовый состав населения: белые — 98,34 %, афроамериканцы — 0,58 %, коренные американцы (индейцы) — 0,12 %, азиаты — 0,14 %, гавайцы — 0,02 %, представители других рас — 0,21 %, представители двух или более рас — 0,59 %. Испаноязычные составляли 0,86 % населения независимо от расы.
В составе 29,00 % из общего числа домашних хозяйств проживают дети в возрасте до 18 лет, 55,30 % домашних хозяйств] представляют собой супружеские пары проживающие вместе, 10,20 % домашних хозяйств представляют собой одиноких женщин без супруга, 30,90 % домашних хозяйств не имеют отношения к семьям, 28,00 % домашних хозяйств состоят из одного человека, 12,90 % домашних хозяйств состоят из престарелых (65 лет и старше), проживающих в одиночестве. Средний размер домашнего хозяйства составляет 2,33 человека, и средний размер семьи 2,82 человека.
Возрастной состав округа: 22,50 % моложе 18 лет, 7,50 % от 18 до 24, 27,50 % от 25 до 44, 25,90 % от 45 до 64 и 25,90 % от 65 и старше. Средний возраст жителя округа 40 лет. На каждые 100 женщин приходится 93,90 мужчин. На каждые 100 женщин старше 18 лет приходится 91,00 мужчин.
Средний доход на домохозяйство в округе составлял 22 042 USD, на семью — 27 803 USD. Среднестатистический заработок мужчины был 24 193 USD против 18 289 USD для женщины. Доход на душу населения составлял 13 183 USD. Около 20,40 % семей и 24,30 % общего населения находились ниже черты бедности, в том числе — 30,80 % молодёжи (тех, кому ещё не исполнилось 18 лет) и 27,30 % тех, кому было уже больше 65 лет.